# مقاطعة مرسر (أوهايو)
مقاطعة مرسر (بالإنجليزية: Mercer County)‏ هي إحدى مقاطعات ولاية أوهايو اللتي تقع في الغرب الأوسط من الولايات المتحدة الأمريكية.